# Alecu Russo

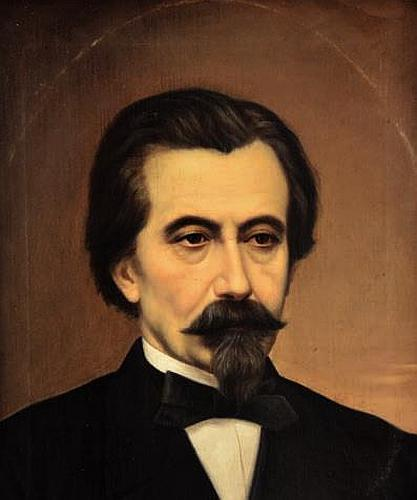
Alecu Russo
(portret de Mișu Popp)

Bustul lui Alecu Russo, amplasat în Parcul Trandafirilor din Suceava

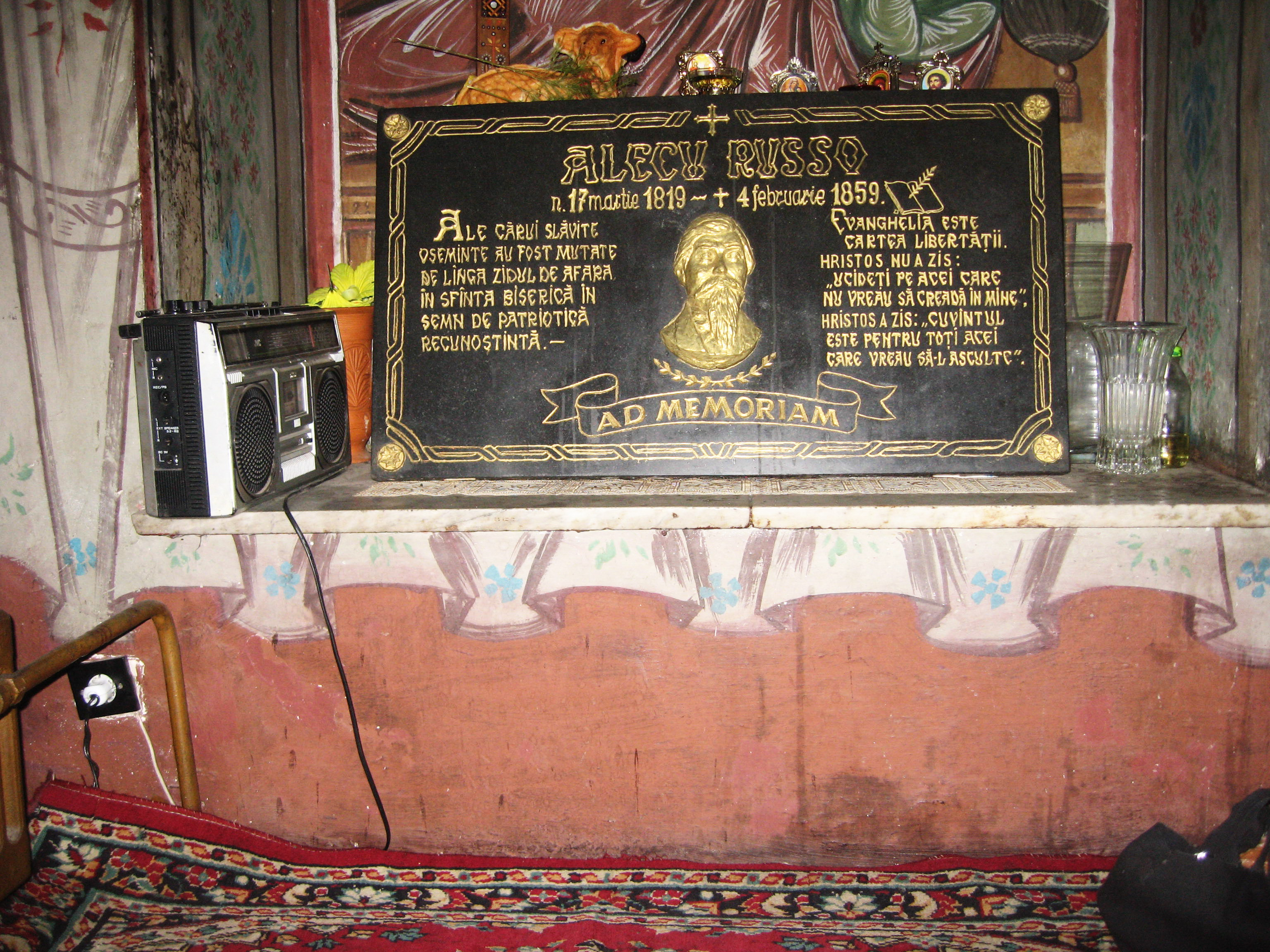
Mormântul lui Alecu Russo în Biserica Bărboi din Iași

Alecu Russo (n. 17 martie 1819, Chișinău, Imperiul Rus – d. 5 februarie 1859, Iași, Principatele Unite ale Moldovei și Țării Românești) a fost poet, prozator, eseist, memorialist și critic literar român (originar din Basarabia), ideolog al generației de la 1848. Este autorul volumului Cântarea României, tipărit anonim. Fără a revendica vreodată explicit această operă, a furnizat unul dintre cele mai cunoscute litigii de paternitate literară din istoria literaturii române. A participat la Revoluția de la 1848 din Moldova, după care a luat parte la Marea Adunare Națională românească de la Blaj din 3/15 mai 1848 și la adunarea de la Lugoj din 15/27 iunie 1848. A fost arestat la Dej și întemnițat la Cluj. A militat pentru Unirea Principatelor Române. A murit de tuberculoză și este înmormântat la Biserica Bărboi din Iași. 

## Opera
Alecu Russo a început să scrie în limba franceză la vârsta de 20 de ani, dar a publicat numai în limba română între 1846 și 1856 și numai în reviste, având de gând să-și termine scrierile sale și să revină asupra lor, lucru pentru care nu a mai avut răgaz. Activitatea cea mai importantă a desfășurat-o în anul 1855 la revista România literară a lui Vasile Alecsandri. Aici au apărut Cugetările, Amintirile și poemul Cântarea României.
Memorialist interesant în Amintiri, Alecu Russo s-a făcut cunoscut mai mult ca polemist împotriva exagerărilor curentului latinist și ca autor al poemului patriotic revoluționar Cântarea României. Trebuie amintit însă și rolul său de îndrumător în teatru, în critica literară, în folclor. El a atras atenția asupra importanței literaturii originale, de caracter specific național, recomandând scriitorilor să se inspire din trecutul de luptă al poporului nostru și din literatura de circulație.
Poemul Cântarea României a avut un larg ecou printre contemporani, mai întâi prin excelenta versiune a lui Nicolae Bălcescu. În 1858, Dimitrie Bolintineanu încearcă o traducere în versuri a poemului, atras de conținutul lui patriotic, fără a putea da un echivalent.

## Date biografice
Alecu Russo s-a născut în familia unui boier de viță veche, dar cu o situație socială relativ modestă. Copilăria și-a petrecut-o la țară, în mijlocul țăranilor.
Pe la 1829 o cumplită epidemie de holeră i-a secerat familia. Rămas orfan de mamă, Alecu Russo e trimis de părintele său la studii în Elveția. După studiile din Elveția, își continuă studiile la Institutul lui Francois Naville din satul Vernier de lângă Geneva. Pe băncile institutului scrie primele sale încercări literare. Majoritatea lucrărilor au fost scrise în limba franceză și au apărut postum, în traducere.

## Opera literară
- Cântarea României (1850).
- Amintiri.
- Iașii și locuitorii lui în 1840.
- Palatul lui Duca Vodă.
- Decebal și Ștefan cel Mare.
- Piatra Teiului.
- Stânca Corbului.

## Cronologie
- 17 martie 1819 - Se naște Alecu Russo (numele vechi este Rusul sau Rusu), fiul lui Iancu Rusu, proprietar de pământuri într-un sat pe valea Răutului , în Basarabia, Prodăneștii Vechi.
- 1829 - Este trimis de către tatăl său (mama îi murise în acest an în urma epidemiei de holeră) în Elveția, la Institutul lui François Naville de la Vernier, unde învață limbile franceză și germană.
- 1836 - Tânărul Russo scrie poemele La mort d'Alibaud și Epitaphe d'Alibaud în limba franceză. Louis Alibaud fusese un tânăr care a întreprins un atentat împotriva regelui Ludovic Filip, dar, nereușind, a fost condamnat la moarte. De pe acum, Russo se dovedește un revoltat, cu un deosebit simț al dreptății și al egalității, un liberal în gândire, fiind, mai apoi, ideologul mișcării revoluționare de la 1848 din Moldova.
- 1839 - Se întoarce în Moldova, probabil la moșia de la Negrișoasa, în ținutul Bistriței, unde tatăl său arendase niște pământuri. Împreună cu Alecsandri întreprind o călătorie în ținuturile Neamțului, intrând în contact cu frumusețea folclorului, cu peisajul românesc. Acestea toate, călătorii și impresii, vor deveni material etnopsihologic pentru celebra Piatra Teiului.
- 1840 - Se stabilește la Iași, în urma unor dezacorduri cu familia. Impresionat de locuri și de locuitori, Alecu Russo scrie Iașii și locuitorii lui la 1848 (în franceză).
  - Scrie Studie naționale, lucrare apărută postum sub îngrijirea lui V. Alecsandri.
- 1841 - Domnitorul Mihail Sturdza îi încredințează un post de funcționar la Tribunalul districtual de la Piatra Neamț.
- 1845 - Alecu Russo scrie piesele Băcălia ambițioasă și Jicnicerul Vadră sau Provincialul la Teatrul Național.
  - La Mânjina, moșia lui C. Negri, face cunoștință cu mai mulți intelectuali progresiști munteni, printre care și Nicolae Bălcescu.
- 1846 - Se reprezintă la Iași Băcălia ambițioasă și, apoi, Jicnicerul Vadră.
  - Apare în Albina Românească articolul Critica criticii, un studiu programatic în spiritul Introducțiunii de la Dacia literară.
  - În urma reprezentării comediei Jicnicerul Vadră, Alecu Russo este surghiunit la Mănăstirea Soveja; scrie jurnalul Soveja. Ziarul unui exilat politic la 1846, publicat postum de Al. Odobescu.
- 1847 - Scrie articolele Poezia populară și Decebal și Ștefan cel Mare, publicate postum în Foaia societății pentru literatură și cultură română din Bucovina.
  - După încercarea lui Negruzzi din 1840, Poezia populară devine o operă fundamentală de cercetare a folclorului.
- 1848 - Participă la mișcarea revoluționară din Moldova alături de V. Alecsandri; în urma eșecului acesteia, Russo pribegește mai întâi în Ardeal, pentru ca apoi să se stabilească la Paris.
- 1850 - Apare în România Viitoare, revistă politică a românilor exilați la Paris, Cântarea României (versiune franceză): „Dar ceea ce ar ajunge a face din Russo unul dintre numele mari ale literaturii noastre e tânguirea intitulată «Cântarea României» ... E o scurtă ochire asupra trecutului țării, în toată vitejia și durerea ce cuprinde, cu blesteme de profet fanatic împotriva ticăloșilor timpului de față și cu perspective limpezi deschise asupra viitorului. O simțire tot atât de aleasă pe cât de puternică, o mare putere de a concretiza în icoane gândurile de păreri de rău sau de speranțe dau acestei scurte bucăți o valoare pe care unii n-au atins-o și n-o ating, și nimeni, în curgerea vremurilor, n-a mai găsit astfel de accente pentru a mângâia și îmbărbăta maica în suferință, «țara cea dragă», și în același timp, pentru întâia oară se caută în desfășurarea venimentelor ce alcătuiesc istoria noastră un rost filosofic” (Nicolae Iorga). 	+
- 1851 - Se întoarce în țară; publică în Zimbrul scriere Studie moldoveană sub pseudonimul Terenție Hora. 	+
- 1855 - După o absență mai lungă în publicistică, Alecu Russo publică în România literară a lui Vasile Alecsandri Cugetări. Adept al unui conservatorism literar și lingvistic, fără a fi potrivnic influențelor apusene, înverșunat critic al „restauratorilor“ limbii, al latiniștilor și al „ardelenismului“, Alecu Russo vede evoluția limbii și a literaturii române cu o cumpănită gândire, ținând seama de tradiție: „Dacă este ca neamul român să aibă și el o limbă și o literatură, spiritul public va părăsi căile pedanților și se va îndrepta la izvorul adevărat: la tradițiile și la obiceiurile pământului, unde sunt ascunse încă și formele și stilul; și de aș fi poet, aș culege mitologia română, care-i frumoasă ca și cea latină și greacă; de aș fi istoric, aș străbate prin toate bordeiele să descopăr o amintire sau o rugină de armă; de aș fi gramatic, aș călători pe toate malurile românești și aș culege limba“. 	+ 	
  - Apare în România literară a lui Alecsandri Cântarea României (versiunea românească).
- 1859 - A murit de tuberculoză și este înmormântat la Biserica Bărboi din Iași.